# Beltquerung

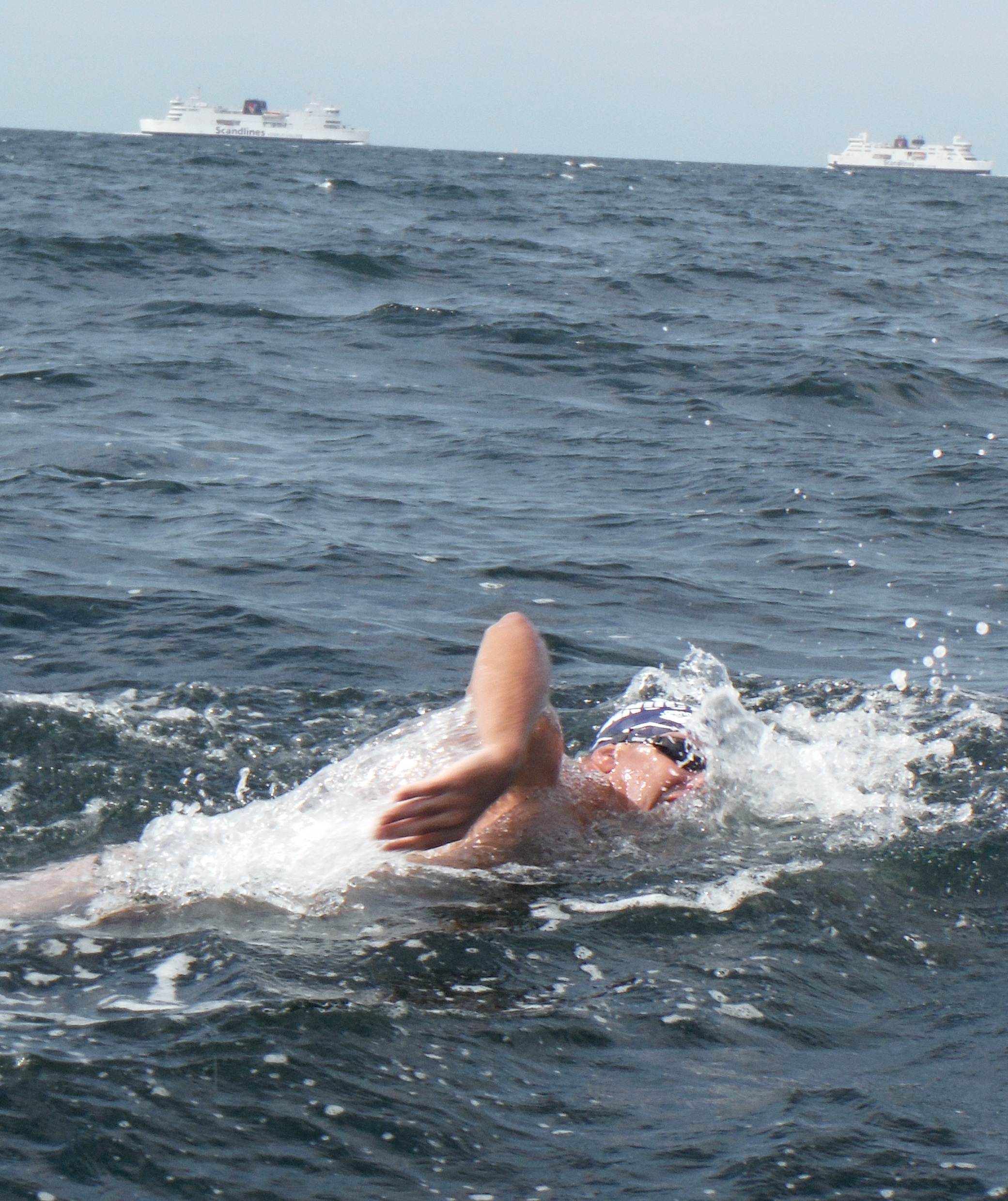
Der Franzose Jacques Tuset bei der Querung des Fehmarnbelts 2013

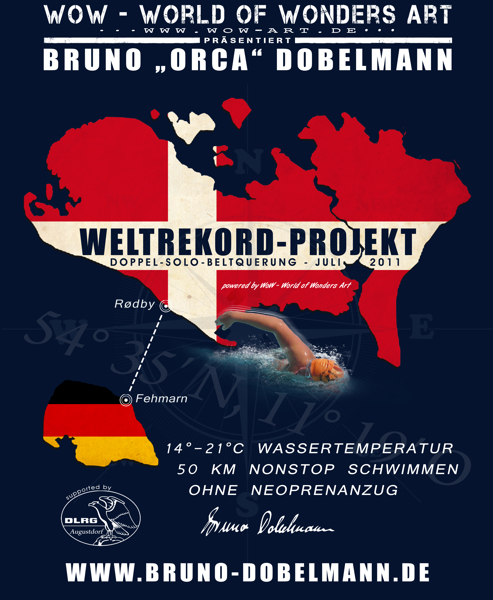
Weltrekordankündigung von Bruno Dobelmann 2011

Als Beltquerung wird das Durchschwimmen des Fehmarnbelt in der Ostsee zwischen der dänischen Stadt Rødby und der deutschen Insel Fehmarn bezeichnet. Für eine Querung des Fehmarnbelt ist eine Anmeldung beim Wasserstraßen- und Schifffahrtsamt Ostsee notwendig, da sich parallel zur Schwimmstrecke die Vogelfluglinie Puttgarden–Rødbyhavn befindet und ebenfalls der viel befahrene Kiel-Ostsee-Weg gekreuzt wird. Bis heute wurde der Fehmarnbelt von mehr als 60 Schwimmern erfolgreich überquert. Die direkte Strecke beträgt etwa 20 Kilometer. Durch Wasserströmung und Wellen entspricht die Leistung jedoch eher dem Schwimmen von 25 bis 30 km. Die Wassertemperatur liegt zwischen etwa 15 und 21 °C.

## Geschichte
Die erste bekannte Beltquerung erfolgte am 25. Juli 1939 durch den Fehmarner Karl-Heinz Rauert. Er wurde dabei von einem Fischerboot begleitet, auf dem auch sein Vater anwesend war. Bis 1999, als die am rechten Unterschenkel amputierte Argentinierin María Inés Mato den Fehmarnbelt erfolgreich durchschwamm, wurden keine weiteren Durchquerungen bekannt.
1998 wurde durch eine hessische Event-Agentur eine Veranstaltung unter dem Namen Beltquerung ins Leben gerufen und 2014 versucht den Begriff als Marke eintragen zu lassen. Die Markenanmeldung wurde vom Deutschen Patent- und Markenamt zurückgewiesen.
Neben der Veranstaltung der Event-Agentur finden auch weitere unabhängige Querungen des Fehmarnbelt statt, wie beispielsweise durch den Deutschen Christian Hartmann-Herrmann (2014 / 6h19min) oder den derzeitigen männlichen Rekordhalter den Briten Giles Meyer mit 4h 51min. Rekordhalterin bei den Frauen ist seit 2019 Lotta Steinmann mit 4h 12min.
Am 27. Juli 2011 gelang es dem Deutschen Bruno Dobelmann aus Stuttgart, bei einer Veranstaltung von World of Wonders Art, erstmals, den Fehmarnbelt doppelt zu durchqueren. Dabei startete er, unterstützt durch die DLRG, am 26. Juli 2011 um 18:45 Uhr am Niobe-Strand auf Fehmarn. Er erreichte Rødby, hielt sich vier Minuten an Land auf und schwamm anschließend wieder zurück. Am 27. Juli 2011 traf er um 13:59 Uhr nach 19h15min51s wieder in Puttgarden ein.
Am 18. September 2016 durchschwammen sechs Angehörige der Kühlungsborner Marinekameradschaft Kampfschwimmer Ost e.V. des ehemaligen Kampfschwimmerkommandos 18 in einer 6er-Staffel den Fehmarnbelt.
Nachdem der Extremsportler Wolfgang Kulow den Fehmarnbelt bereits durchschwamm und die Insel Fehmarn schwimmend auf 90 km umrundete, stellte er, damals 67-jährig am 27. September 2016 einen Weltrekord auf, in dem er den Fehmarnbelt in 4h 9min mit einem Tauchscooter
in einer Wassertiefe von etwa 4 bis 5 Metern durchtauchte.

## Bekannte Querungen
Bis 2023 gab es 28 bekannte vorzeitig abgebrochene Beltquerung. Daneben gibt es 65 Personen, die den Fehmarnbelt durchquerten. Die folgende Tabelle stellt alle bekannten erfolgreich durchgeführten Querungen des Fehmarnbelts dar:
| Jahr | Schwimmer                   | Zeit      | Bemerkung                                                     |  |
| ---- | --------------------------- | --------- | ------------------------------------------------------------- |  |
| 2019 | Lotta Steinmann             | 04:12     |                                                               |  |
| 2001 | Winkelbauer                 | 04:33     | 2er-Staffel                                                   |  |
| 2001 | Richter                     | 04:33     | 2er-Staffel                                                   |  |
| 2009 | Giles Meyer                 | 04:51     |                                                               |  |
| 2012 | Bruno Baumgartner           | 04:53     |                                                               |  |
| 2005 | Christof Wandratsch         | 05:11     |                                                               |  |
| 2019 | Romano Mombelli             | 05:24     |                                                               |  |
| 2017 | Thorsten Ullrich-Stegemann  | 05:31     |                                                               |  |
| 2019 | Jörg Schleibaum             | 05:48     |                                                               |  |
| 2018 | Sale Savel                  | 05:51     |                                                               |  |
| 2010 | Ohnishi                     | 05:52     | 2er-Staffel                                                   |  |
| 2010 | Ano                         | 05:52     | 2er-Staffel                                                   |  |
| 2013 | Jacques Tuset               | 05:57     |                                                               |  |
| 2001 | Plit                        | 05:59     | 2er-Staffel                                                   |  |
| 2001 | Navarro                     | 05:59     | 2er-Staffel                                                   |  |
| 2010 | Sergio Salomone             | 06:05     |                                                               |  |
| 2011 | Attila Manyoki              | 06:08     |                                                               |  |
| 2012 | Hans-Georg Fiedeldeij       | 06:12     |                                                               |  |
| 2014 | Christian Hartmann-Herrmann | 06:19     |                                                               |  |
| 2000 | Mato                        | 06:20     | 5er-Staffel                                                   |  |
| 2000 | Marceca                     | 06:20     | 5er-Staffel                                                   |  |
| 2000 | Torresagasti                | 06:20     | 5er-Staffel                                                   |  |
| 2000 | Layús                       | 06:20     | 5er-Staffel                                                   |  |
| 2000 | Navarro                     | 06:20     | 5er-Staffel                                                   |  |
| 2014 | Selina Moreno Pasagali      | 06:22     |                                                               |  |
| 2010 | Yasutaka Kurokawa           | 06:24     |                                                               |  |
| 2006 | Heike Braun                 | 06:25     |                                                               |  |
| 2017 | Eubanks                     | 06:45     | 5er-Staffel                                                   |  |
| 2017 | Jung                        | 06:45     | 5er-Staffel                                                   |  |
| 2017 | Eisfeldt                    | 06:45     | 5er-Staffel                                                   |  |
| 2017 | Egoavil                     | 06:45     | 5er-Staffel                                                   |  |
| 2017 | Kaffka                      | 06:45     | 5er-Staffel                                                   |  |
| 2020 | Simon Alexander Lueck       | 06:49     |                                                               |  |
| 2018 | Elmar Neitemeier            | 06:51     |                                                               |  |
| 2014 | Matthias Kaßner             | 07:27     |                                                               |  |
| 2000 | Claudio Plitt               | 07:28     |                                                               |  |
| 2023 | John Charles Curley         | 07:35     | Erster irischer Schwimmer, der die Beltquerung geschafft hat. |  |
| 2014 | Theodosis Charalambos       | 07:36     |                                                               |  |
| 2014 | Thomas Pesch                | 07:39     |                                                               |  |
| 2014 | David Körfer                | 07:45     |                                                               |  |
| 2015 | Anke Tinnefeld              | 07:46     |                                                               |  |
| 2016 | Anke Höhne                  | 08:06     |                                                               |  |
| 2016 | Jörg Büttner                | 08:42     |                                                               |  |
| 2013 | Amol Adhav                  | 08:57     |                                                               |  |
| 2003 | Kirsten Seidel              | 09:03     |                                                               |  |
| 2021 | Carsten Bernhardt           | 09:05     |                                                               |  |
| 2016 | Jacqueline Kempfer          | 09:09     |                                                               |  |
| 2011 | Jürgen Fussi                | 09:35     |                                                               |  |
| 2017 | Francois Kofoed Moneaux     | 09:56     |                                                               |  |
| 2015 | Torsten Stöckmann           | 09:57     |                                                               |  |
| 2005 | Claudia Markwardt           | 10:22     |                                                               |  |
| 1999 | María Inés Mato             | 11:04     | am rechten Unterschenkel amputiert                            |  |
| 2014 | Daniel Curtis               | 11:26     |                                                               |  |
| 2012 | Sale Savuljeskovic          | 11:28     |                                                               |  |
| 2017 | Dennis Tommy Seiler-Holm    | 11:44     |                                                               |  |
| 1939 | Karl-Heinz Rauert           | 11:58     |                                                               |  |
| 2011 | Bruno Dobelmann             | 19:13     | Doppelte Überquerung                                          |  |
| 2018 | Jürgen Zilian               | 05:41     | Überquerung mit Flossen                                       |  |
| 2016 | Reinhard Öser               | unbekannt | 6er-Staffel der Marinekameradschaft Kampfschwimmer Ost        |  |
| 2016 | Jörg Ullrich                | unbekannt | 6er-Staffel der Marinekameradschaft Kampfschwimmer Ost        |  |
| 2016 | unbekannt                   | unbekannt | 6er-Staffel der Marinekameradschaft Kampfschwimmer Ost        |  |
| 2016 | unbekannt                   | unbekannt | 6er-Staffel der Marinekameradschaft Kampfschwimmer Ost        |  |
| 2016 | unbekannt                   | unbekannt | 6er-Staffel der Marinekameradschaft Kampfschwimmer Ost        |  |
| 2016 | unbekannt                   | unbekannt | 6er-Staffel der Marinekameradschaft Kampfschwimmer Ost        |  |
| 2016 | Wolfgang Kulow              | 04:09     | Durchtauchung mit Tauchscooter                                |  |

## Veranstaltung von Jogpromotion

### Teilnahmevoraussetzungen und Kosten
Der Start einer Querung ist nur bis maximal 5 Beaufort Windgeschwindigkeit und mindestens 16 Grad Wassertemperatur möglich. Die Teilnehmer müssen mindestens 16 Jahre alt sein. Für die Überquerung des Fehmarnbelt erhebt die Event-Agentur 2023 eine Bearbeitungsgebühr von 250 €, eine Schwimmgebühr von 100 € sowie die Gebühr für einen neutralen Beobachter. Eine Haftung oder Versicherung wird vom Veranstalter ausgeschlossen. Zusätzlich müssen die Schwimmer ein Begleitboot chartern, das vom Veranstalter anerkannt ist und für ggfs. notwendiges Betreuungspersonal sorgen.

### Disziplinen
Die Beltquerung der Event-Agentur unterteilt sich in die Offene Beltquerung, an der jeder geübte Schwimmer teilnehmen und sich das Schwimmdatum selbst aussuchen kann, sowie das Marathonschwimmen Beltquerung, das eine feste Schwimmveranstaltung ist, zu der Schwimmer nur vom Veranstalter eingeladen werden.
Offene Beltquerung:
- Staffel-Beltquerung mit 2, 3, 4 oder 5 Schwimmern im stündlichen Wechsel
- Solo-Beltquerung
- Doppel-Solo-Beltquerung (Fehmarn-Rødby-Fehmarn)

Marathonschwimmen Beltquerung:
- Beltquerung-Sprint
- Staffel-Beltquerung mit zwei Schwimmern
- Solo-Beltquerung

### Regeln
Die Schwimmer dürfen nur einen Schwimmanzug, Schwimmkappe und Schwimmbrille tragen. Als Körperschutz sind Fette erlaubt. Jeder Schwimmer wird von einem Schiff begleitet, das dem Schwimmer die Richtung vorgibt, da der Schwimmende erst in Ufernähe das flache Land als Ziel erkennen kann und somit im Wasser einen Großteil der Strecke alleine ohne Orientierung wäre. Seit 2023 gibt es eine Kategorie Flossen-Beltquerung, bei der zusätzlich mit Flossen geschwommen werden darf.